# Estación Machiya-Ekimae
La estación Machiya-Ekimae (町屋駅前停留場 Machiya-Ekimae-teiryūjō?) de la línea Toden Arakawa, pertenece al único sistema de tranvías de la empresa estatal Toei, y está ubicada en el barrio especial de Arakawa, en la prefectura de Tokio, Japón.

## Otros medios
- Ferrocarril Keisei
  - Línea principal Keisei
- Metro de Tokio
  - Línea Chiyoda

## Sitios de interés
- Parque de Arakawa
- Centro cultural de Machiya